# Matei Basarab

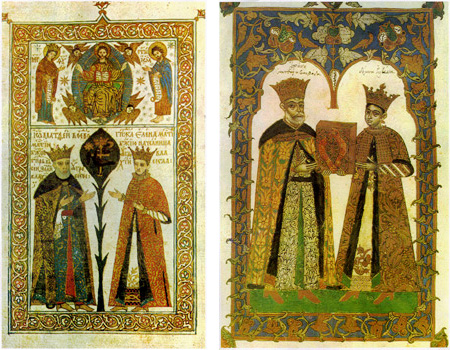
Matei Basarab mit seinem Sohn (links) und seiner Frau (rechts)

Matei Basarab (Ausspracheⓘ; * zwischen 1579 und 1588 in Brîncoveni; † 19. April 1654 in Târgoviște) war Fürst der Walachei zwischen 1632 und 1654.

## Leben
Im Jahre 1631 versuchte Matei Basarab erstmals den Fürstenthron der Walachei zu besteigen. Am 23. August 1631 kam es in Bukarest an der Stelle der heutigen Slobozia-Kirche zum Kampf zwischen Matei Basarab und Fürst Leon Tomșa um dessen Thron. Basarab verlor jedoch den Kampf. Im darauf folgenden Jahr gelang es aber Matei Basarab mit transsilvanischer Unterstützung, Fürst Tomșas Nachfolger Radu Iliaș aus Bukarest zu vertreiben und zum Fürsten gewählt zu werden.
Er unterhielt Frieden mit der Hohen Pforte und schloss 1635 einen Bündnisvertrag und Freundschaft mit dem Fürsten von Siebenbürgen, Georg I. Rákóczi, sowie 1636 mit dem Heiligen Römischen Reich, 1637 mit Polen und 1639 mit Venedig.
Vasile Lupu, der benachbarte Hospodar des Fürstentums der Moldau, versuchte wiederholt die Herrschaft in der Walachei an sich zu reißen und verließ 1637 mit einem Heer die Moldau, um in Muntenien einzubrechen. Indem Vasile Lupu einige der hohen türkischen Würdenträger in Rumelien korrumpierte und die äußeren Probleme des Osmanischen Reiches ausnutzte, gelang es ihm durch Intrigen bei der Hohen Pforte, die Absetzung von Basarab zu erreichen. Als Antwort konnte Basarab seinerseits die gleichen osmanischen Würdenträger gewinnen, von denen er die Hinrichtung der Verräter erreichte, die den Fürsten der Moldau unterstützt hatten. Die Truppen Basarabs konnten Vasile Lupu bei Focșani (November 1637) und beim nächsten Feldzug bei Ojogeni (Dezember 1639) schlagen und über den Prahova-Abschnitt zurückdrängen. Nach dem Ausgleich von 1644 bauten beide Woiwoden als Dank für den Frieden mehrere Klöster im Land. Basarab gründete Stela in Targoviste und Soveja an der Putna.
Die Zeit von Matei Basarab war für Muntenien eine Zeit der kulturellen Blüte, einer neuen Kunstschule, ohne die der spätere Brâncoveanu-Stil nicht möglich gewesen wäre. Basarab war ein Beschützer der Kultur und Unterstützer der Kirche, der sich für die unveränderte Bewahrung der orthodoxen Tradition einsetzte. In seiner Amtszeit ließ er mehr als 45 Kirchen und Klöster errichten.
Die Organisation der Armee hatte seine besondere Aufmerksamkeit erhalten, die Zahl des Heeres konnte bis zu 40.000 Soldaten erreichen. Sein Günstling Diicul Buicescul wurde am 8. Januar 1645 zum Oberbefehlshaber der Armee und zum spatharios des Fürsten ernannt. Basarab befestigte südlich der Donau die Festungen Widin und Sistov und bezahlte die verlangten Gebühren an die Hohe Pforte, die für den Erhalt der weiteren Selbständigkeit der Athos Klöster notwendig waren.
Nach neuerlichen Kriegsbestrebungen durch Vasile Lupu, der mit den verbündeten Kosaken unter Tymofij Chmelnyzkyj in die Walachei einrückte, unterstützte Basarab im April 1653 den Aufstand der moldauischen Bojaren unter Gheorghe Ștefan gegen ihren Fürsten. Basarab rief zudem die Truppen des verbündeten Fürsten Georg II. Rákóczi ins Land. Vasile Lupu wurde im Juni 1653 in der Schlacht bei Finta besiegt und verlor für immer den Thron der Moldau. Auch für Basarab nahte das Ende, einerseits durch Alterung und andererseits durch eine bei Finta erhaltene Wunde. Er starb 1654 in Târgoviște und wurde 1658 im Beisein des Patriarchen Makarios von Antiochia und seines Sekretärs Paulus von Aleppo im von ihm gestifteten Arnota-Kloster bei Bistrița im Kreis Vâlcea bestattet.